# Seminario vescovile di Sora
Il seminario vescovile di Sora è annoverato tra i seminari vescovili più antichi d'Italia. Voluto fortemente dal vescovo di Sora Tommaso Gigli per adempiere ai nuovi decreti del concilio di Trento, che nella sua XXIII sessione del 15 luglio 1563 obbligava i vescovi diocesani a istituire tali luoghi per la formazione del clero. 

## Storia
La più antica notizia non ufficiale sulla sua istituzione si riscontra dalla corrispondenza del vescovo Gigli con Cesare Baronio del 1563. In queste lettere il Baronio viene insistentemente sollecitato ad assumere la guida e la direzione della piccola comunità di seminaristi costituitasi, anche dietro la promessa di cospicui compensi, ma senza alcun successo. Per compensare il suo rifiuto e comunque rispondere alle pressanti richieste del vescovo di Sora, venne inviato da Roma su ordine del Baronio stesso un teologo in grado di formare e dirigere i seminaristi.
La comunità di primi seminaristi dimorava in un’ala del palazzo vescovile, e sostenuta personalmente dal Gigli in tutte le sue spese.
Il primo atto ufficiale di istituzione del seminario vescovile sottoscritto dal Tommaso Gigli, ancora conservato nell’archivio vescovile, risale al 7 giugno 1565. In questo decreto si esplicita la preesistenza di un gruppo di seminaristi, e vengono assegnati i benefici delle chiese di Santa Lucia, Santa Maria in Fontechiari e la chiesa di San Bartolomeo del palazzo marchesale, affinché tali rendite coprissero le spese.
I primi formatori con incarichi anche amministrativi furono affidati ad alcuni canonici dei capitoli cittadini sorani; Cristoforo Ruggeri e Giovanni Vincenzo Novelli canonici della cattedrale; Marco Baroni canonico di Santa Restituta; Giovanni Di Belmonte arciprete di San Bartolomeo.
Nei decreti vescovili del 28 agosto e 22 novembre 1565, furono ulteriormente uniti al seminario i benefici dei santi Cristoforo e Matteo in San Donato Val di Comino e i benefici di Sant'Angelo in Campoli Appennino, di Santa Maria in Vicalvi, di Sant'Onofrio in Alvito.
Sin dall'inizio ai seminaristi venivano impartite lezioni di grammatica, aritmetica, canto, cognizioni generali e più necessarie per lo studio della teologia e della sacra scrittura ed infine pratica pastorale.
Tommaso Gigli lasciò la Sede di Sora per quella di Piacenza il 12 novembre 1576, i suoi successori riceveranno un affitto di 10 ducati annui per lo spazio dell'episcopio occupato. 
L’8 settembre 1609 prese possesso della Sede sorana il vescovo romano Girolamo Giovannelli, che nella sua intensa attività pastorale si adempì a trovare le necessarie somme per dare ai seminaristi una sede appropriata.
Nell’anno 1614 iniziarono i lavori del nuovo fabbricato, con la somma stanziata di 300 ducati, che comunque non risultarono sufficienti al completamento dell’intera opera. 
Giovannelli il giorno 11 ottobre 1616 non riuscendo a trovare ulteriori fondi era restio a sottoscrivere un prestito, ma a seguito della forte pressione del canonico della Cattedrale Girolamo Magnone; dell’arciprete di S. Bartolomeo Matteo Bastardi; dell'abate di S. Giovanni Cesare Basile; deputati all’amministrazione del seminario, ritorno sui suoi passi contraendo un debito di 60 ducati con Bernardino Tornese di Posta Fibreno. Tale prestito fu garantito da ipoteca sull’immobile stesso e rogato dal notaio sorano Tommaso De Masi. 
Nel settembre 1618 la costruzione era terminata sottraendo gran parte del giardino privato del vescovo antistante il suo palazzo, e dunque assumendo grandi line la configurazione odierna. 
Il numero degli studenti non era molto cospicuo tanto che nel 1623 la comunità era composta da 16 seminaristi. 
Nel 24 luglio 1654 la città viene colpita da un terremoto che danneggiò parzialmente la struttura, il vescovo Felice Tamburelli immediatamente fece riparare i danni.
Ancora una volta la struttura subisce ingenti danni dal forte terremoto dell'anno 1688 che colpì duramente l’intera città, tanto che il vescovo Tommaso Guzoni fu costretto a ricostruire sia il seminario che il palazzo vescovile. Lavori che inizieranno non prima del 1689, a causa delle tragiche condizioni venne fatta richiesta alla Congregazione del Concilio di poter chiudere il seminario e sciogliere la sua comunità sino al 1692, che poi si prolungò fino all’anno successivo in cui si riammisero i seminaristi.
Il vescovo Gabriele De Marchis nel 1730 costruì la prima biblioteca del seminario, fornendola di volumi adatti alla formazione dei giovani studenti.
Con l’arrivo del vescovo Tommaso Taglialatela napoletano nel 1765 la sua prima premura fu quella di riformare il programma di studi, oltre che di un ampliamento del palazzo del Seminario con la ristrutturazione di alcuni ambienti già esistenti, visto il cospicuo numero di alunni. Da Napoli chiamò ad insegnare teologia, filosofia, grammatica, retorica, filosofia, diritto e geometria da molti esperti accademici della regia accademia, visti i suoi rapporti con svariate personalità, in quanto ex professore notevolmente stimato di diritto e teologia. Questa riforma della formazione che era ora in grado di offrire il seminario sorano portarono molti vescovi della penisola a inviare i loro seminaristi per formarsi in tale studio, lo stesso studio che per la prima volta fu aperto anche ai laici che ne facevano richiesta.
Negli anni del vescovo professore si contavano 60 alunni scelti, ed egli fu costretto con decreto vescovile risalente al 17 dicembre 1765 a selezionare tramite varie prove i candidati che chiedevano di essere ammessi ed a verificare costantemente il livello di preparazione di ciascuno per mezzo di un’apposita commissione. Tale decreto dunque cercava di limitare le ammissioni al seminario visto l’elevato numero di studenti e alle poche risorse economiche.
Nel 1770 ancora una volta un terremoto danneggiò il seminario, che venne chiuso per lavori di rifacimento più urgenti e del tetto, iniziarono da maggio e la riapertura avvenne in autunno.
Nel 1773 a causa della soppressione della Compagnia di Gesù e del Collegio cittadino voluto nel 1614 dalla duchessa Costanza Sforza Boncompagni con il lascito testamentario del marito Giacomo Boncompagni per l’istruzione della gioventù sorana, il seminario accolse tutti i collegiali.
Il 17 gennaio 1779 il Rettore don Carmine De Apreda presentò durante la visita pastorale una lettera al vescovo Giuseppe Maria Sisto y Britto, in cui descriveva le angustie situazioni economiche in cui versava non solo il seminario sorano, ma anche l’intera Diocesi in quegli anni.
Il vescovo Giuseppe Montieri nel 1840 fece numerosi interventi di rifacimento degli stabili del seminario compresa la nuova cappella, a lui si deve la prima stampa del regolamento nel 1852.
Nel 1856 il fabbricato fu aumentato di un piano per aggiungere un'ulteriore camerata completata solo nel 1861.
Nello stesso anno 1861 con l'invasione della città da parte delle truppe piemontesi sotto la bandiera dei Savoia, il seminario fu occupato con soprusi e violenze da parte delle truppe, che nonostante gli inutili tentativi del vescovo, costrinsero la comunità dei seminaristi e dei formatori a spostarsi dentro un'ala del palazzo vescovile. Notevoli furono i danni arrecati dai piemontesi alla struttura con danneggiamenti e roghi appiccati all’interno dell'edificio.
Nel 1864 ancora occupato dall'esercito piemontese, le truppe sgombrarono i locali per organizzare un ospedale militare. 
Solo dal 1872 l'edificio venne sgombrato gradualmente, e la comunità si riappropriò del palazzo lasciando l’episcopio che ormai già da 10 anni non costituiva più la dimora del vescovo di Sora a causa della sede vacante.
Il vescovo Paolo De Niquesa nel 1871 preso possesso della sede, si adoperò completamente a ripristinare tutti i danneggiamenti subiti dalla violenta invasione piemontese, terminando i lavori nel 1873. A causa dell’incameramento dello stato dei beni ecclesiastici del 1868, il seminario si ritrovava privo di rendite e con enormi difficoltà economiche a cui far fronte.
Nei suoi anni di episcopato il vescovo Raffaele Sirolli romano (1887-1899) si adoperò a risollevare le sorti dell'antica istituzione con numerose riforme. A sue spese donò il pregevole altare marmoreo di fattura napoletana conservato nella cappella, inoltre fece realizzare numerose decorazioni pittoriche negli spazi comuni della struttura. Sempre a lui si deve l'aggiunta di un fabbricato che inglobò la torre campanaria della cattedrale, di fatto collegando il palazzo del seminario alla cattedrale, la nuova costruzione fu individuata per contenere parte della biblioteca e il gabinetto di scienze e fisica.
Nel 1911 il comune finanziò, in intesa con l'amministrazione del seminario, una scuola tecnica di formazione generale e professionale per i giovani sorani che aveva sede nel palazzo. 
La mattina 13 gennaio 1915, durante l'episcopato del vescovo Antonio Maria Iannotta, la città fu colpita da uno dei più violenti terremoti che arrecò ingenti distruzioni e vittime, di conseguenza anche il seminario fu gravemente danneggiato e chiuso, i seminaristi furono accolti generosamente da altri seminari dell'Italia centro-meridionale.
Nel 1918 al termine delle ricostruzioni il seminario fu riaperto e furono riammessi gli alunni.
Fortemente preoccupato dalla resistenza del fabbricato a eventuali eventi tellurici, il vescovo Agostino Mancinelli nel 1932 acquistò un terreno nella zona della stazione ferroviaria di Sora con l'intento di ricostruire una struttura ex novo e trasferire lì la nuova sede (Villa Angelina)
Negli anni 1943-1944 a causa dei frequenti bombardamenti sulla Città del secondo conflitto mondiale il seminario restò chiuso. Inoltre durante l'occupazione tedesca della città nello stabile si insediarono le truppe tedesche rimanendovi fino al maggio del 1944, fino alla rottura del fronte aCassino dopo cui si ritirarono per risalire la penisola.
Il 10 giugno del 1948 il vescovo Mons. Michele Fontevecchia ottenne dopo numerose trattative con lo Stato italiano e i vari Ministeri competenti (decreto ministeriale n. 1290), un contributo per le riparazioni dello stabile del seminario dai danni subiti dagli eventi tellurici per la somma di lire 230811,76.
Sarà però il successore Mons. Biagio Musto dal 1955 ad iniziare i lavori di rifacimento e ricostruzione dello stabile del seminario. A seguito di ulteriori danneggiamenti dovuti ad ordigni esplosivi della guerra sganciati nelle immediate adiacenze del fabbricato, che causarono ulteriori danni oltre a quelli già presenti, il vescovo si spese anche per richiedere i fondi destinati dallo stato italiano per il recupero di edifici storici e religiosi che avevano subito danni dalla guerra. Affinché i fondi bastassero all'intera opera di ricostruzione, il vescovo Musto dispose che gli stessi fondi statali destinati al recupero del palazzo vescovile sito in Roccasecca, già Palazzo Boncomopagni distrutto interamente nel conflitto bellico, confluissero invece al fondo destinato al seminario sorano. Il 30 marzo 1955 appunto col decreto n.204 del Ministero dei Lavori Pubblici i due fondi uniti raggiungevano la somma di lire 43408,000.
L'opera di ricostruzione intrapresa comportò la demolizione di tre quarti dell'antico complesso con non poche critiche della città e del clero diocesano, il criterio però restava quello di creare ambienti omogenei e comodi nonché con impostazioni moderne. Il progetto fu curato dall'ingegnere sorano Camillo Marsella mentre i lavori affidati al costruttore sorano Serafino Gravaldi, la durata dei lavori si estese dal 5 novembre 1951 e terminò il 4 ottobre 1956.